# Морогоро (область)
Морогоро (англ. Morogoro) — одна из 30 областей Танзании. Имеет площадь 70 799 км², занимая по этому показателю 2 место в стране, по переписи 2012 года её население составило 2 218 492 человек. Административным центром области является город Морогоро.

## География
Расположена в центре страны. На территории области развито выращивание сизаля, хлопчатника и сахарного тростника, расположены горы Улугуру.

## Административное деление
Административно область разделена на 7 округов:
- Мвомеро
- Килоса
- Киломберо
- Уланга
- Морогоро-город
- Морогоро-село
- Гаиро (Gairo)